# Fouga Magister
Fouga CM.170 Magister je dvoumístný cvičný proudový letoun z poloviny 50. let 20. století. Později byly používány na podporu pozemních vojsk a také bylo během studené války jedním z nejrozšířenějších cvičných letadel zemí NATO.

## Vývoj
Fouga Magister vznikl na základě specifikace francouzských vzdušných sil na nové pokročilé cvičné letadlo, přičemž koncern Fouga vyrobil nejprve jen 3 prototypy CM.170 Magister. Po jejich úspěšném zavedení do služby se Fouga Magister stal prvním proudovým letounem od počátku vyvíjeným pro cvičné účely, který byl zaveden do služby; i když podobné názory jsou okolo letounu Fokker S.14 Machtrainer. Fouga byla v roce 1958 převzata firmou Potez, která v roce 1967 spojena se společností Aérospatiale. Fouga Magister je charakteristická svými motýlovitými ocasními plochami, nízko osazeným podvozkem a přídavnými palivovými nádržemi na koncích křídel.

## Varianty
- CM.170-1 Magister – první sériová verze
- CM.170-2 Magister – verze vybavená motory Marboré IVC
- CM.170-3 Magister – modifikovaná verze s vystřelovacími sedačkami Martin-Baker a většími palivovými nádržemi
- CM.175 Zephyr – verze pro francouzské námořnictvo vybavena záchytným hákem, určená pro výcvik letadlových lodích

## Specifikace (CM.170-1 Magister)

### Technické údaje
- Posádka: 2
- Délka: 10,06 m
- Rozpětí: 11,40 m
- Výška: 2,80 m
- Nosná plocha: 17,30 m²
- Hmotnost prázdného letounu: 2 150 kg
- Vzletová hmotnost: 3 200 kg
- Pohonná jednotka: 2 × proudový motor Turbomeca MarboréIIA o tahu 3,92 kN.

### Výkony
- Maximální rychlost: 715 km/h
- Cestovní rychlost: 650 km/h
- Dolet: 1 200 km
- Dostup: 11 000 m
- Stoupavost: 17 m/s